# Stralsund: Tödliches Versprechen
Tödliches Versprechen ist ein deutscher Fernsehfilm von Martin Eigler aus dem Jahr 2013. Es handelt sich um den vierten Filmbeitrag der ZDF-Kriminalfilmreihe Stralsund. In den Hauptrollen der Ermittler agieren Katharina Wackernagel, Wotan Wilke Möhring, Alexander Held und Michael Rotschopf. Die Haupt-Gastrollen sind besetzt mit Jörg Schüttauf, Heike Trinker und Mateusz Dopieralski.

## Handlung
Nachdem der 18-jährige Vitas Zalgiris die Fähre „Vilnius“, die aus der litauischen Hafenstadt Klaipėda kommend in Rügen angelegt hat, verlassen und telefoniert hat, ist er nur wenig später unter den Schaulustigen, die sich angesammelt haben, um zu beobachten, wie die Polizei das Auto des Werftarbeiters Michael Leschek birgt, der darin erschossen wurde. Als Kriminalkommissarin Nina Petersen den jungen Mann, der ihr aufgefallen ist, befragt, zückt er eine Waffe, schlägt sie nieder und verschwindet.
Vitas verschafft sich Zugang zu einem Haus, dessen Klingelschild den Namen Warnke ausweist, und bringt die nach Hause kommende Johanna Warnke in seine Gewalt. Er fordert sie auf, ihren Mann anzurufen, dem er das Ultimatum stellt, nach Hause zu kommen und die Polizei außen vor zu lassen, da er seine Frau sonst erschieße. Johanna Warnke erklärt ihm daraufhin, ihr Mann sei Polizist. Als Reaktion darauf zwingt Vitas Johanna, ins Auto zu steigen und mit ihm wegzufahren.
Über Videos aus dem Hafen, wissen die Beamten inzwischen, dass Vitas sich dort mit Leschek getroffen hat. Beide sind in dessen Auto davongefahren. Über eine Meldung, die besagt, dass ein Mann eine Frau mit einer Waffe gezwungen habe in ein Auto einzusteigen, kommen Meyer und dessen Team Vitas auf die Spur. Petersen und Lietz reden mit dem Kollegen Warnke und fragen ihn nach Leschek. Er erzählt, dass er diesen seit fast zwanzig Jahren kenne, sie würden gemeinsam für eine Hilfsorganisation arbeiten und zwei- bis dreimal im Jahr medizinische Geräte ins Baltikum fahren. Kriminaltechniker Stein und seine Leute vernetzen das Haus der Warnkes. Warnke gelingt es, sich aus seinem Haus zu entfernen, ohne dass Petersen und Lietz das gleich mitbekommen. Sie beschließen, Warnkes Verfolgung aufzunehmen. Dieser ist inzwischen bei dem Entführer und seiner Frau angekommen. Wenig später finden Petersen und Lietz nur noch Johanna Warnke am Strand vor. Von Paul Warnke und Vitas keine Spur.
Vitas bedroht Warnke und will wissen, warum er Leschek geschickt habe, um ihn zu töten? Er habe ihn dadurch gezwungen, Leschek zu töten und nun sei er dran. Kriminaltechniker Stein und seine Leute konnten inzwischen ermitteln, wer jene Elena ist, die sowohl von Vitas als auch von Johanna Warnke erwähnt worden war. Es handelt sich um Elena Zalgiris, die Mutter von Vitas. Sie wurde vor vier Tagen beim Überfall auf einen Supermarkt in Klaipėda erschossen. Die Einnahmen seien an jenem Tag besonders hoch gewesen. Man glaubt, dass auf das Konto der Täter fünf Überfälle auf Juweliergeschäfte und Edelboutiquen mit überdurchschnittlichen Einnahmen und dann vor vier Tagen der Überfall auf den Supermarkt gehen. Als Petersen meint, vielleicht hingen Leschek und Warnke da mit drinnen, warnt Meyer, immerhin sei Warnke ein Kollege und seit Jahren ehrenamtlich tätig.
Ganz allmählich kann Warnke Vitas davon überzeugen, dass Leschek und ein Kumpel Überfälle in Litauen begangen hätten, wobei sie die Hilfslieferungen als Tarnung genutzt hätten. Er habe das für sich behalten, weil es um seine Kumpels gegangen sei. Ergänzend fügt er noch hinzu, dass Leschek neulich in Litauen mitbekommen habe, wie er Elena von dessen Überfällen erzählt habe. Bitter meint Vitas, dann hätten die beiden Männer den Supermarkt überfallen, um seine Mutter zu töten, damit sie nichts verraten könne und auch ihn habe Leschek deshalb töten wollen. Er will von Warnke den Namen des anderen Mannes wissen. Warnke nennt den Namen Steffen Klaasen. Nachdem Warnke ein mysteriöses Telefonat mit seiner Frau geführt hat, vermutet Nina Petersen, dass sich dahinter eine versteckte Nachricht verbirgt. Johanna Warnke schweigt jedoch. Kriminalhauptkommissar Hidde hat inzwischen den Halter des weißen Kombi, den die Zeugen am Tatort gesehen hatten, festgestellt, es handelt sich um Steffen Klaasen. Auch er hat die Hilfsorganisation, für die Leschek und Warnke tätig waren, unterstützt. Nachdem Petersen mitgehört hat, gibt Johanna Warnke zu, dass sie mit Klaasen habe telefonieren sollen, er habe ihrem Mann einen Kredit gegeben. Hidde, der mitgehört hat, erklärt, dass auch Klaasen bei der Tour der Helfer vor vier Tagen dabei gewesen sei. Es sollte die letzte Fahrt sein, da die Hilfsgüter eigentlich nicht mehr benötigt würden. Die Helfer hätten aber unbedingt noch einmal nach Litauen gewollt.
Warnke gibt inzwischen gegenüber Vitas zu, dass er bei den Überfällen auf die Juweliergeschäfte dabei gewesen sei, bestreitet aber eine Beteiligung beim Überfall auf den Supermarkt. Er versucht, Vitas seine Motive zu erläutern und bietet ihm sogar seine Hilfe an. Vitas meint jedoch, er habe Leschek getötet und irgendwann werde man ihn finden. Inzwischen sind die Männer bei Klaasen angekommen, der erzählt, dass Leschek Elena erschossen habe. Als Vitas und Warnke schon im Weggehen sind, sieht Vitas aus den Augenwinkeln, dass Klaasen auf ihn zielt und schießt zurück. Schon blutend am Boden, offenbart Klaasen, dass Warnke hinter allem stecke, er habe den Supermarkt vorgeschlagen, um das „Problem Elena“ zu lösen, seit er gewusst habe, dass sie nach Deutschland habe kommen wollen.
Nachdem man eine Schießerei auf der Werft gemeldet hat, begeben sich Petersen und Lietz dorthin. Sie sehen gerade noch, wie sich das Auto mit Warnke und Vitas entfernt und nehmen die Verfolgung auf. Aus der Luft verfolgt Meyer das Auto, der seinen Mitarbeitern Anweisung gibt, die Verfolgung abzubrechen und in der Werft nachzuschauen, was passiert sei. Der sterbende Klaasen flüstert Petersen zu, dass er Elena nicht erschossen habe. Inzwischen steht fest, dass Warnke, Leschek und Klaasen jedes Mal in Litauen waren, wenn Überfälle begangen wurden. Nina Petersen nimmt Kontakt zu Vitas und Warnke auf, die sich im Gebäude einer Tankstelle verschanzt haben, und will von Vitas wissen, ob er nach Deutschland gekommen sei, um den Tod seiner Mutter zu rächen. Vitas antwortet, er habe sowohl Leschek als auch Klaasen erschossen, weil diese ihn hätten töten wollen. Gerade als Petersen Vitas so weit zu haben scheint, dass er aufgeben will, wird die Verbindung abrupt von Warnke unterbrochen. Geschickt manipuliert dieser Vitas, wobei er anklingen lässt, sein Vater zu sein. Als Vitas ihm die Waffe überlässt, erschießt er den jungen Mann, während er ihn noch umarmt, kaltblütig.
Warnke sagt aus, er habe Vitas in Notwehr erschossen. Momentan gibt es keine Möglichkeit, ihm das Gegenteil zu beweisen. Als Warnke nach Hause kommt, wird sein Haus durchsucht, Johanna ist weg. Nina Petersen meint, seine Frau habe gerechnet und wisse nun, dass Vitas sein Sohn gewesen sei, was erst einmal ein Schock für sie gewesen sei, aber dass er ihn erschossen habe, um seine Lügen aufrechtzuerhalten, werde sie ihm nie verzeihen. Letztendlich begeht Warnke den Fehler, die auf der „Vilnius“ versteckte Tasche mit der Beute und der Waffe, mit der Elena getötet worden ist, an sich bringen zu wollen, wobei er von Petersen und Lietz gestellt wird.

## Produktion

### Produktionsnotizen, Dreharbeiten
Produziert wurde der Film von der Network Movie, Film- und Fernsehproduktion Wolfgang Cimera GmbH & Co. KG, Köln, Herstellungsleitung: Annette Oswald, Produktionsleitung: Ralph Retzlaff, verantwortlicher ZDF-Redakteur Martin R. Neumann.
Tödliches Versprechen wurde in Stralsund und Umgebung im Zeitraum 4. Mai bis 7. Juni 2012 gedreht.

### Privates der Kommissare
Als der Vorgesetzte von Kriminalkommissar Lietz von diesem wissen will, warum ein Polizist sich von zwei dubiosen Gestalten drangsalieren lasse, ohne sie festzunehmen, ein Anwohner habe ihn erkannt, schweigt dieser beharrlich. Angedeutet wird, dass Lietz Probleme hat, die aus Glücksspielen resultieren. Im Film klingt an, dass Nina Petersen von Lietz schwanger sein könnte, was sie jedoch in einer Szene in Abrede stellt. Bei ihrer Joggingrunde sieht man Nina Petersen kurz am Grab ihres Vaters. Die von Dietmar Mues gespielte Rolle des Niklas Petersen musste auslaufen, da der Schauspieler im März 2011 bei einem Verkehrsunfall eines der Opfer war.

### Veröffentlichung
Der Film wurde am 4. Februar 2013 zur Hauptsendezeit im ZDF als „Fernsehfilm der Woche“ ausgestrahlt, nachdem er bereits einen Tag zuvor beim Fernsehsender ZDFneo zu sehen war.
Die Edel Germany GmbH gab den Film am 14. Juni 2013 zusammen mit den ersten drei Folgen der Serie auf DVD heraus.

## Rezeption

### Einschaltquote
Der Film wurde bei seiner Ausstrahlung im ZDF von 5,97 Millionen Zuschauern verfolgt, was einem Marktanteil von 17,6 % entspricht.

### Kritik
TV Spielfilm zeigte mit dem Daumen nach oben, gab für Action einen und für Spannung zwei von drei möglichen Punkten und schrieb: „Die zwölf Stunden im Ermittleralltag halten wegen intensiver Momente zwischen Schüttauf und Vitas-Darsteller Mateusz Dopieralski bei der Stange – der Rest ist Krimiroutine mit privatem Geplänkel.“ Fazit: Mit Sand im Getriebe wacker geschlagen.
Der Kritiker Thomas Gehringer lobte bei tittelbach.tv: „Der Thriller von Martin Eigler und Sven S. Poser bietet Spannung und ein psychologisch ausgeklügeltes Duell zwischen Geisel und Geiselnehmer. Moderne Kommunikationstechnik beschleunigt in einem gut funktionierenden Ensemble-Krimi das Tempo.“ Weiter heißt es, bei dem „Ensemble-Krimi“, sei „keine der Rollen nur Staffage“. Eher „klassisch“ sei der Schluss inszeniert worden, „bei dem das Gute doch noch“ siege. Angemerkt wurde noch, dass die „gut besetzte ZDF-Reihe“ darunter „leide“, dass „nur eine Folge im Jahr“ ausgestrahlt werde. So seien „die persönlichen Beziehungen im vierköpfigen Ermittler-Ensemble vielen Zuschauern sicher nicht mehr präsent“.
Klaudia Wick von der Berliner Zeitung hingegen meinte, „man möchte ja nicht klagen“, aber soviel müsse „dann doch gesagt werden“: „Die Krimireihe „Stralsund“ war schon besser: spannender, komplexer, aufregender, unerhörter. Der erste Stralsund-Film ‚Mörderische Verfolgung‘ war 2009 noch ein außerordentliches Einzelstück.“ Weiter hieß es, im vierten Jahr sei Stralsund „nun – leider – vollends in der Krimiprovinz angekommen“. Hinter dem Titel ‚Tödliches Versprechen‘ verberge sich „ein ins Harmlose standardisierter Kriminalfall, ohne Umschweife erzählt und nur maßvoll mit Überraschungen oder gar furchterregenden Untiefen ausgestattet“.
Die Kritik des Fernsehmagazins rtv ging in dieselbe Richtung. Dort heißt es, zwar schlage die Kriminalgeschichte um Vitas und einen von Jörg Schüttauf gespielten Polizisten „ein paar Haken“, bleibe jedoch „bis zum Ende allzu vorhersehbar“. Das sei zwar „nicht schlecht gespielt und inszeniert“, aber man habe es „eben alles schon gesehen“.
Die Fernsehzeitschrift Prisma hingegen sprach von einem „spannenden vierten Fall aus Stralsund“, den Drehbuchautor Sven Poser einmal mehr, wie schon in den drei vorhergehenden Fällen, zusammen mit Regisseur Martin Engler realisiert habe.
Jürgen Overkott von Der Westen wählte zwar die Überschrift „Wackernagel und Möhring glänzen in ZDF-Krimireihe ‚Stralsund‘“, kritisierte jedoch, der vierte Fall biete „kaum mehr als Küchenpsychologie“. Die Folge ‚Tödliches Versprechen‘ offenbare „Glanz und Elend der Nordost-Krimis“. Das Team glänze, „die Geschichte“ sei „elend“. Zu Wackernagel meint er, sie gebe „die Polizistin Nina Petersen mit Herz und Einfühlungsvermögen“. Doch fehle ihr „als Sozialarbeiterin in Uniform die Intensität, die ihr in Contergan zu Recht so viele Preise eingebracht“ habe. Ihre Kollegen überzeugten „weitaus mehr, etwa ihr Berufs- und Lebenspartner Benjamin Lietz“. Wotan Wilke Möhring wirke „sehr präsent als starker Mann mit schwacher Seite“. Abteilungsleiter Gregor Meyer (Michael Rotschopf) sei „unnahbar“. Der gehbehinderte Mitarbeiter Paul Hidde (Alexander Held) wisse, „dass ein Lob vom Chef so selten wie die blaue Mauritius“ sei. Dazu komme noch der Computer-Experte Stein (Alexander Schröders), „der nur wenig Facetten“ zeige, „aber als Figur für einen modernen Krimi unverzichtbar“ sei. „Schön“ sei, „dass ein Krimi das verbreitete Schurken-Schema ‚Gute Deutsche, böse Osteuropäer‘“ verkehre. „Unschön, dass sich der ehemalige Tatort-Kommisssar Schüttauf als nuschelnde Götz-George-Kopie weit  unter Wert“ verkaufe.
Michael Hanfeld bewertete den Film für die Frankfurter Allgemeine Zeitung und meinte zusammenfassend: „Die gute Besetzung sorgt für einen unterhaltsamen Fernsehabend, auch wenn das Ende allzu absehbar ist.“ Im Einzelnen lobte er den Beginn des Films und meinte, wie schon Thomas Gehringer, dass man die „Figurenkonstellationen“ Petersen, Lietz, Hidde „im Gedächtnis behalten“ müsse, wenn man deren „Feinheiten mitbekommen“ wolle. „Vierter im Bunde“ sei „Michael Rotschopf, der den Kommissariatsleiter Gregor Meyer sehr schön als leicht arroganten, aber ganz und gar nicht ins Klischee des borniert-unfähigen Angebers passenden Chefs“ spiele. Besonderes Lob erhielt Alexander Held „als geplagter Schmerzensmann, der partout nicht im Rollstuhl sitzen“ wolle. Er sei „ohnehin eine Wucht“. Gelobt wurde auch die Leistung von Mateusz Dopieralski in der Rolle des Litauers Vitas.